# Тургенев, Семён Осипович
Семён Осипович Тургенев (убит 24 июня 1696) — российский государственный и военный деятель.
Из дворянского рода Тургеневых, предок знаменитого писателя. Отец — Осип Фёдорович (ум. 1664), орловский воевода.
На службе с 1675 г. С 1682 стряпчий, с 1686 стольник. За путивльскую службу (1679—1680) и крымские походы (1686 и 1688) был пожалован вотчиной в Воротынском уезде (12 января 1690).
В 1696 в день Рождества Иоанна Предтечи погиб в бою под Азовом.
Сын — Роман Семёнович (1682—1755), бригадир.